# Extravergine
Extravergine è una serie televisiva italiana del 2019 di genere comedy.
La serie è diretta da Roberta Torre, co-prodotta da Publispei e Fox Networks Group Italy, ed è andata in onda in prima visione su Fox e su Fox Life. 
La serie è composta da dieci episodi della durata di 40 minuti ciascuno.

## Cast
Lodovica Comello interpreta il ruolo di Dafne, Melissa Anna Bartolini interpreta il ruolo di Ginevra,, Pilar Fogliati interpreta il ruolo di Samira, Stella Pecollo interpreta il ruolo di Violante.

## Episodi
| n° | Titolo                 | Prima TV Italia |
| -- | ---------------------- | --------------- |
| 1  | Hot Marge              | 9 ottobre 2019  |
| 2  | Ossessioni             | 9 ottobre 2019  |
| 3  | Vibrazioni             | 16 ottobre 2019 |
| 4  | Pinky Pinky Bang Bang  | 16 ottobre 2019 |
| 5  | Rivelazioni            | 23 ottobre 2019 |
| 6  | Vergine o Capricorno?  | 23 ottobre 2019 |
| 7  | La via dell'oro        | 30 ottobre 2019 |
| 8  | Fantaerotico           | 30 ottobre 2019 |
| 9  | Erotismo & Rivoluzione | 6 novembre 2019 |
| 10 | Sogno                  | 6 novembre 2019 |

## Il libro
Extravergine è anche il titolo del libro di Chiara Moscardelli edito da Solferino e ispirato alla serie. Uscito il 19 settembre 2019, racconta la storia di Dafne negli anni precedenti agli avvenimenti che la vedono protagonista nella serie.

## Sul web
Sul web invece le avventure di Dafne vivono nella rubrica di Fox Life, sul sito MondoFox.it, Le Avventure di una (Extra)Vergine, una serie di articoli corredati da vignette – create da Lorenza Di Sepio - che introducono al mondo di Dafne e delle sue compagne di avventura in maniera irriverente, provocatoria e divertente.

## Riconoscimenti
Diversity Media Awards
- 2020 – Candidatura alla miglior serie TV italiana